# شیگرو موریوکا
شیگرو موریوکا (انگلیسی: Shigeru Morioka؛ زادهٔ ۱۲ آوریل ۱۹۷۳) بازیکن فوتبال اهل ژاپن است.
از باشگاه‌هایی که در آن بازی کرده‌است می‌توان به باشگاه فوتبال ویسل کوبه و باشگاه فوتبال گامبا اوساکا اشاره کرد.
وی همچنین در تیم ملی فوتبال زیر ۲۳ سال ژاپن بازی کرده‌است.